# Гостомел
Госто́мел (на украински: Гостомель) е селище от градски тип в Киевска област, Украйна.
Селището представлява северозападно предградие на Киев. Население 16 190 души (2019).
В близост до него е разположено международното товарно летище „Антонов“. В района се намира стъкларски завод.

## История
На 24 февруари 2022 г., когато Русия започва пълномащабно настъпление срещу Украйна, Гостомел и летището му са нападнати от руските войски. Най-големият самолет в света по това време, Антонов Ан-225 Мрия, е унищожен, след като хангарът му е ударен от руснаците. През следващата седмица градът е използван от руснаците като база за по-нататъшна атака срещу Киев. Кметът на града, Юрий Прилипко, е убит от руската армия, докато помага на съгражданите си. Градът е освободен от украинската армия на 1 април.